# Institutul European de Inovare și Tehnologie
Institutul European pentru Inovare și Tehnologie este o agenție a Uniunii Europene, care a fost înființată la 11 martie 2008. Acesta a fost înființat cu scopul de a „mări capacitatea de inovare a Europei” și este institutul de învățământ emblematic al UE conceput pentru a ajuta inovarea, cercetarea și dezvoltarea, în Uniunea Europeană.